# Abarema oppositifolia
Abarema oppositifolia là một loài thực vật có hoa trong họ Đậu. Loài này được (Urb.) Barneby & J.W.Grimes miêu tả khoa học đầu tiên.